# معركة بوزوبلانكو
معركة بوزوبلانكو هي مواجهة جرت خلال الحرب الأهلية الإسبانية في مدينة بوزوبلانكو في مقاطعة قرطبة الإسبانية. استمر القتال بين 6 مارس و 16 أبريل 1937. وانتهى بانتصار الجمهوريين، وكانت واحدة من أبرز المعارك لما يسمى بجبهة قرطبة. نظرًا لأنه حدث في الوقت الذي كانت تدور فيه معركة جوادالاخارا الشهيرة، فقد مرت دون أن يلاحظها أحد تقريبًا ولم تصل إلى الأهمية التي كانت لها حقًا.

## البداية
منذ بداية الحرب الأهلية عززت القوات المتمردة هيمنتها على مناطق مهمة من مقاطعة قرطبة، لا سيما تلك الموجودة في العاصمة قرطبة والمنطقة الصناعية بينارويا - بويبلونويفو وسوبيتيكا. وبذا تمكنوا في نهاية 1936 من الاحتفاظ بتلك المناطق. حيث جزء كبير من المقاطعة تحت سيطرتهم، باستثناء منطقة البطروج.
ومع بداية 1937 عزز المتمردون نطاقاتهم في غرب الأندلس، خاصة بعد احتلال ملقة. وبعد هجوم الزيتون ومعركة لوبيرا توقف تقدم المتمردين في منخفض الوادي الكبير قبل تنامي المقاومة الجمهورية. علاوة على ذلك حدث هذا في الوقت الذي كان يتم فيه حصار كنيسة سيدة كابيزا، حيث وجدت مجموعة من الحرس المدني المتمرد أنفسهم في وضع شديد التعقيد. وكان هذا هو الوقت الذي رأى فيه مقر قيادة كيبو ديانو ابإمكانية إعادة تنشيط هذا القطاع.

## العمليات

### الهجمات الأولى
في 6 مارس شنت قوات مختلفة من جيش الجنوب المتمرد بقيادة كيبو ديانو سلسلة من الهجمات في قطاع البطروج، بهدف الاستيلاء على بوزوبلانكو وفيلانيوفا دي قرطبة، ثم التقدم نحو أندوخار لتحرير المحاصرين في كنيسة سيدة كابيزا. ودافع اللواء 73 و 74 عن قطاع بوزوبلانكو الفرعي بقيادة القائد فرانسيسكو بلانكو بيدرازا. وكان لواء 75 موجودًا في أندوخار للاحتياط.
جهز جيش التمرد ثلاثة طوابير للتحرك، ويقودها كلا من ألفاريز-ريمنتيريا وغوميز كوبيان وهيدالغو. تقدم الهجوم في البداية، وتحرك حوالي 16 كم في اتجاه فيلانيوفا دي قرطبة؛ فأعاد العقيد الجمهوري غابرييل موراليس تنظيم قواته وينقل الألوية المختلطة 20 و 25، وتمكن من تأخير تقدم المتمردين. هاجم اللواء 20 إلى جانب كتيبتين ومجموعة من سلاح الفرسان من اللواء المختلط 63 جناح قوات كييبو دي لانو، وتمكنوا من وقف تقدمهم عند تقاطع الطريقين السريعين بينارويا وفيلانويفا مع طريق بيلمز-هينوخوسا السريع.
ثم تم توجيه ضغط المتمردين نحو بوزوبلانكو، ووصلت طلائعهم إلى ضفاف نهر كوزنا.

### ذروة المعركة
طلب الكولونيل موراليس -قائد جيش الجنوب- إرسال تعزيزات. فأرسلت له هيئة الأركان العامة للجمهورية في بلنسية فيما بعد اللواء المسمى «لواء بوزوبلانكو المتنقل»، المكون من كتيبتين من الخيالة من مركز تدريب ركانة، وكتيبة من ليناريس، والكتيبة الثالثة من فوج بلنسية «بابلو إغليسياس» وبطارية من المنسى. بدأ يتضح أن القوات المتمردة لا تملك القوة الكافية لمواجهة قوات العقيد خواكين بيريز سالاس، وهو رجل عسكري جمهوري كان قد برز بالفعل في جبهة قرطبة منذ بداية الصراع. بين اليومين التاسع والثاني عشر بلغت المعركة ذروتها، حيث كثف المتمردون من هجماتهم في محاولة للوصول إلى بوزوبلانكو.
في اليوم التاسع وصلت طليعة المتمردين إلى فيلانيوفا ديل دوكوي حيث واجهوا اللواء المختلط الخامس والعشرون. في العاشر من مارس، دخلت قوات كييبو دي لانو الكاراكيخوس فتمركزوا فيها، بينما حاول طابور آخر التقدم شمالًا ليصل إلى قوات الكاراكيخوس، ولكن المقاومة الجمهورية المتشددة منعت ذلك. في هذا الوقت كانت الخسائر كبيرة جدًا لكلا الطرفين، وعلى الرغم من أن الجمهوريين حافظوا على المقاومة، إلا أن كيبو ديانو أصر على مواصلة الهجوم خلال يومي 12 و 13. وتمكن بيريز سالاس من تأمين بوزوبلانكو، بينما أعاد تنظيم قواته. وفقًا للمؤرخ سالاس لارزابال كان لديه في ذلك الوقت ستة ألوية مختلطة جاهزة للتدخل، وكان على القوات الفرانكوية تحمل تبعات القتال العنيف في فيلانيوفا ديل دوكوي، التي هاجمتها الألوية الجمهورية 63 و 20 و 25؛ تمكن طابور الكولونيل مانويل باتوروني من تخفيف هذا الضغط جزئيًا.
في تلك المعارك كان سلاح الفرسان لا يزال يلعب دورًا نشطًا: على سبيل المثال في التاسع من الشهر، تكبد الجمهوريون 9 قتلى، 7 منهم قتلوا بعد هجوم سلاح الفرسان مباشرة. وفي 13 مارس تم فصل قائد اللواء المختلط 25 بسبب «الأداء السيئ» للوحدة منذ بدء العمليات، واستبدل بالقائد غارسيا مورينو. وبالنظر إلى جمود الوضع، أمر كيبو ديانو بالانسحاب التدريجي لنقاط البداية قبل الهجوم. في اللحظات الأولى لم يكن الجمهوريون على علم بهذا الانسحاب لكنهم سرعان ماتصرفوا بعدها.
وفي 18 مارس ضغطت طوابير باتوروني وهيدالغو بشدة على بوزوبلانكو، التي كانت على وشك الوقوع في أيدي القوات الفرانكوية. ولكن بوصول التعزيزات - المكونة من الدبابات السوفيتية وبعض عناصر اللواء المختلط 52 - نجح في إنقاذ الموقف.

### الهجوم الجمهوري المضاد
في تلك اللحظة أطلق الجمهوريون كل قواتهم في هجوم مضاد، وبحسب سالاس لارزابال فبعد انسحاب قوات كييبو دي لانو «لم تكن هناك قوة معادية وقفت أمام وحدات الجيش الشعبي». ففي 29 مارس أمر كييبو دي لانو الذي كان على علم بالتهديد الذي تتعرض له قواته المنهكة بانسحاب الوحدات الخاضعة لقيادته والعودة إلى نقاط البداية. تمكن الجمهوريون من إرسال وحدات من لواء الفرسان إلى الأمام، بالإضافة إلى الدبابات والعربات القتالية. وفي الأيام التالية تقدمت الألوية المختلطة 20 و 25، إلى جانب طابور أندلسيا-إكسترمادورا إلى فيلانيوفا ديل دوكوي، وقاتلت أيضًا في الكاراكيخوس وهينوخوسا. وعلى الرغم من أنهم واجهوا مقاومة من مجموعات صغيرة فقط، إلا أنهم تمكنوا في وقت قصير من استعادة خطوط دفاعية إلى ماقبل الهجوم، بل وتقدموا إلى ضواحي بينارويا-بويبلونويفو.
وفي 22 مارس وصلت تعزيزات جمهورية جديدة تتكون من سرية دبابات وعدة بطاريات مدفعية وبقية اللواء المختلط 52 - من جبهة ألمرية. وحل اللواء 52 محل اللواء المختلط 20 الذي كان متهالكًا للغاية.
شجع انتصار الجيش الجمهوري قادته على شن هجوم في 27 مارس سعى إلى الاستيلاء على بينارويا-بويبلونويفو، وعلى الرغم من عدم تحقيق هذا الهدف، إلا أنه حقق بعض المكاسب الإقليمية مع غزو فالسكويلو ولا غرانجويلا ولوس بلازكيز. وبعد الوصول إلى ضواحي بينيارويا في 8 أبريل توقف تقدم الجمهوريين. وفي 13 أبريل انتهت جميع العمليات على جبهة قرطبة.

## تأثير
وهكذا انتهت محاولة الجنرال المتمرد كييبو ديانو بفشل ذريع، بينما شكل ذلك نجاحًا للجيش الجمهوري في الجنوب وعزز من معنوياته بعد كارثة ملقة. ومع ذلك فقد مرت تلك المعركة دون أن يهتم بها أحد من المؤرخين، حيث طغى عليها انتصار الجمهوريين في معركة غوادالاخارا. فالأداء الرائع للمقدم خواكين بيريز سالاس يعني أنه تم اقتراحه لاحقًا لنيل قلادة مدريد. حسمت تلك المعركة تقرير مصير حصار كنيسة سيدة كابيزا، والتي انهتها قوات المقدم مارتينيز كارتون في 1 مايو.